# محمد وخلفاؤه (كتاب)
محمد وخلفاؤه (بالإنجليزية: Mahomet and His Successors)‏ هو كتاب للكاتب الأمريكي واشنطن إيرفينغ. صنفه في إسبانيا وصدر بالتزامن في الولايات المتحدة وإنجلترا سنة 1849، ويؤرخ ـ كما يظهر من العنوان ـ لحياة النبي محمد وخلفائه.

## سبب تصنيف الكتاب
أشار إيرفنغ إلى سبب تصنيفه لهذا الكتاب في مقدمته، مبينًا أنه ألّف ـ إبان إقامته بمدريد ـ عدة كتب تتناول حكم العرب في إسبانيا، ورأى أن من الواجب عليه أن يصدّر تلك الدراسات بكتاب يصوّر حياة مؤسس العقيدة الإسلامية، وأول باعثٍ للفتح العربي.

## الكتاب
يقع الكتاب في 39 بابًا، يشتمل كل باب منها على عدد من الفصول، يتناول كل فصل حدثًا أو عددًا من الأحداث المنفصلة أو المرتبطة بما سواها من الفصول التي تسبقه.

## ترجمته إلى العربية
تُرجم الكتاب إلى العربية على يد هاني يحيى نصري، الذي التزم بالعنوان الأصلي وعنون ترجمته "محمد ﷺ وخلفاؤه" (المركز الثقافي العربي، الدار البيضاء، 1999)، كما ترجمه وعلّق عليه الدكتور علي حسين الخربوطلي تحت عنوان «حياة محمد» (دار المعارف، القاهرة، 1960).

## وصلات خارجية
- كتاب «محمد وخلفاؤه» على أرشيف الإنترنت (بالإنجليزية)